# Aniene
Aniene (latin Anio, tidligere kallet Teverone) er en flod i Lazio i Italien. Den strømmer ned fra bjergene ved Trevi nel Lazio og vestover forbi Subiaco, Vicovaro og Tivoli, før den munder ud i Tiberen. I antikken havde romerske akvædukter sine kilder enten fra Aniene eller fra tilløbende vandløb. 

## Galleri
- Aniene in Subiaco
- Vandfaldene ved Tivoli
- Vandfaldene ved Tivoli
- Tivoli-faldene fra Villa Gregoriana

41°56′33″N 12°30′03″Ø / 41.9424°N 12.5007°Ø